# 舊阿爾河
47°8′32″N 7°20′46″E / 47.14222°N 7.34611°E

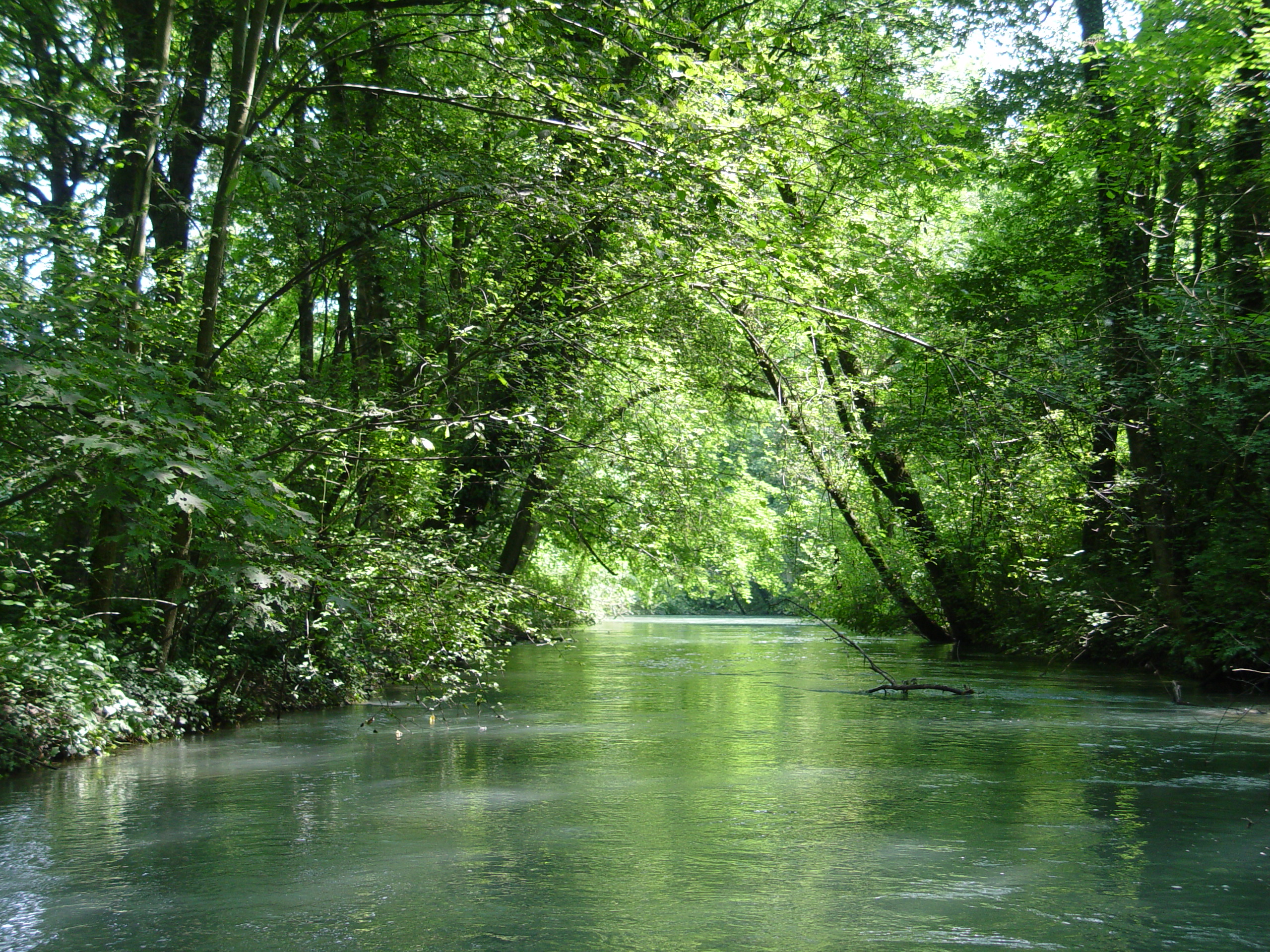

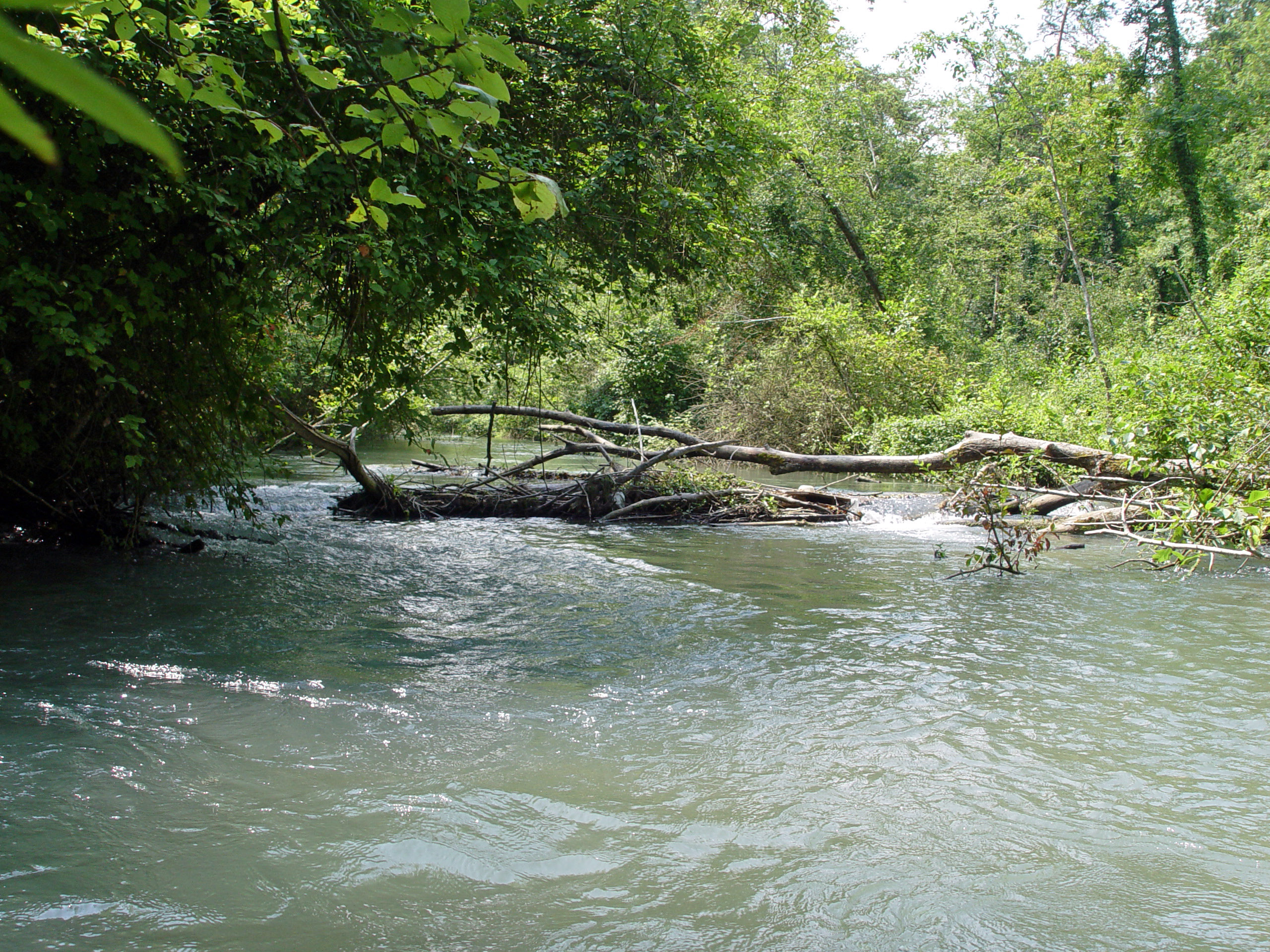

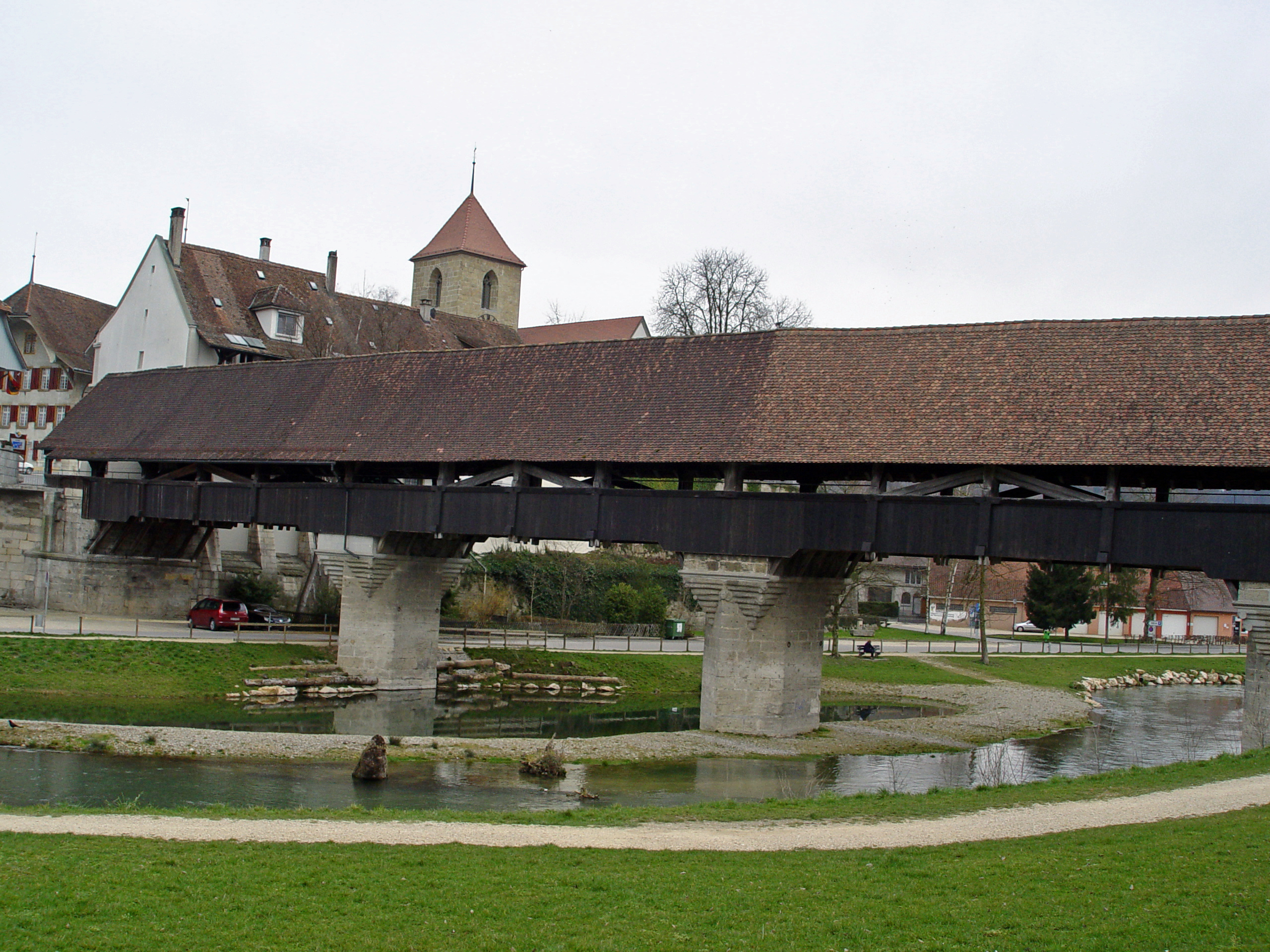

舊阿爾河是瑞士的河流，位於該國中西部，流經伯恩州，屬於阿勒河的支流，河道全長15公里，發源自阿爾貝格，河口處在邁恩里德附近。